# Luigi Colla
Luigi Colla (Torino, 22 aprile 1766 – Torino, 22 dicembre 1848) è stato un avvocato, politico e botanico italiano.

## Biografia
Figlio dell'avvocato Anton Maria Colla e di Teresa Capello si avvia agli studi giuridici per volere della famiglia, nonostante il suo interesse per le scienze naturali. Verso la fine del 1700 diviene avvocato del collegio di Torino. Durante il Governo Provvisorio della Nazione Piemontese (12 dicembre 1798 - 2 aprile 1799), istituito dopo la conquista napoleonica, lo troviamo tra i commissari nominati dal generale francese B. C. Joubert, incarico che svolse anche nella successiva Repubblica Subalpina. Per questo motivo fu anche arrestato durante il breve periodo di occupazione austro-russa del Piemonte (20 maggio 1799 - 15 giugno 1800). Dopo l'annessione alla Francia di buona parte del Piemonte, deluso nelle sue aspettative democratiche, rifiuta ulteriori incarichi politici e torna a svolgere la sua attività di avvocato. Nei primi anni del 1800 acquista una proprietà nel comune di Rivoli, dove amplia un fabbricato, sito nella via che ora porta il suo nome, che diventerà prima la sua villa di campagna e poi la sua stabile residenza, ma soprattutto nel giardino della villa crea quell'orto botanico che, insieme alle sue pubblicazioni, gli recherà notevole fama. Si sposa con la miniaturista vercellese Fortunata Zappelloni, nascono sei figli: Luigi, Arnoldo, Pompeo, Clelia, Olimpia e Tecofila che realizzerà molte illustrazioni per i libri del padre. Fu anche accolto nella Academy of Natural Sciences of Philadelphia.
Luigi Colla è tra i fondatori della Reale Mutua Assicurazioni (1829) e di altre istituzioni nella città di Torino. Diviene membro effettivo della Reale Accademia, poi Accademia delle Scienze di Torino fin dal 1819, sarà consigliere del comune di Rivoli nel periodo 1822 - 1825, ed infine Senatore del Regno di Sardegna, subito dopo l'emanazione dello Statuto Albertino, uno dei pochi non nobili a entrare nel Senato di nomina regia. Tuttavia la sua carica avrà breve durata poiché morirà prima della fine dell'anno.
Il suo archivio è conservato nella Biblioteca di storia e cultura del Piemonte "Giuseppe Grosso" di Torino.

## Opere
- Antolegista Botanico - opera in sei volumi editi tra il 1813 e il 1814 il cui Luigi Colla descrive minuziosamente molte varietà vegetali e le tecniche di coltivazione e riproduzione. Ma anche consigli su come allestire un orto botanico, un giardino, un semenzaio, una serra. Il suo intento è principalmente quello di redigere un’opera in italiano che contenga tutte le informazioni utili, accessibili anche al semplice appassionato di botanica. Il titolo “Antolegista” è un suo neologismo derivato dal greco, significa “raccolta di fiori”.
- Horto Ripulensis - in realtà sono molti fascicoli editi in vari anni tra il 1820 e il 1843, dove viene dato conto delle piante rare coltivate nell’orto botanico della sua villa in Rivoli. Nelle serre (stufe come le chiamavano i botanici allora), di quest’orto fruttificano per la prima volta in Italia e probabilmente in Europa la Musa balbisiana  e la Musa acuminata, che sono due varietà di banano che non erano ancora state descritte.
- Camelliografia (1843) - Opera con cui Colla propone una sistematizzazione delle varietà del genere Camellia del Giappone, partendo dalla loro accurata descrizione.

| Colla è l'abbreviazione standard utilizzata per le piante descritte da Luigi Colla. Consulta l'elenco delle piante assegnate a questo autore dall'IPNI. |